# Луи Херолд
Луи Жозеф Фердинанд Херолд (Louis Joseph Ferdinand Hérold, 28 януари 1791 – 19 януари 1833), известен в България като Луи Херолд, а Западна Европа като Фердинанд Херолд, е френски оперен композитор от елзаски произход, автор на множество творби за пиано, оркестър и балет. Най-известните му произведения днес са балетът „Зле опазеното момиче“ и увертюрата към операта Zampa.

## Биография
Луи Херолд е роден в Париж, единствено дете на Франсоа-Жозеф Херолд, пианист, учител и композитор, и Жана-Габриела Паскал. Дядо му Никола Херолд е органист. От шестгодишна възраст се занимава с музика. Учи музикална теория при Франсоа-Жозеф Фети (който по-късно редактира периодичното издание La Revue musicale). На 7-годишна възраст композира първите си творби за пиано.
През 1806 г. се записва в Парижката консерватория, където учи пиано при Луи Адам (баща на композитора Адолф Адам), хармония при Шарл Симон Кател, цигулка при Родолф Кройцер и композиция при Етиен Меюл.
През 1810 г. печели първа награда в конкурс за пиано със собствена композиция. През 1812 г. печели Римската премия, а година по-късно композира първата си симфония.
През 1815 г. по здравословни причини се премества от Рим в Неапол. Докато е там, композира втората си симфония и три струнни квартета. Първата му опера „La gioventù di Enrico Quinto“ е представена в театъра „Сан Карло“ (под псевдонима Ландриани) и е приета благосклонно от обществеността, но не и от местните композитори. Работи и като частен учител на дъщерите на Жоашен Мюра. След екзекуцията на краля Херолд е принуден да напусне Италия и заминава заВиена, където два месеца работи при принц Метерних. След това се връща в Париж през Мюнхен и Швейцария.
През 1816 г. Херолд си сътрудничи с Франсоа-Адриен Боалдьо в операта Charles de France. През същата година композира успешната опера Les Rosières, която посвещава на своя приятел и бивш учител Меюл. През 1817 г. е премиерата на операта La Clochette, която е прието по-радушно. Les Troqueurs (1819) също се проваля.
Херолд среща трудности с намирането на подходящи либрета за торбите си и следващите няколко опери (L'Amour platonique и L'Auteur mort et vivant) се провалят.
През 1821 г. Франц Шуберт е поканен да напише две допълнителни номера за постановка на Херолд Das Zauberglöckchen (La Clochette) в театър Kärntnertor във Виена.
През 1821 г. става асистент в „Театр Италиен“ и пътува до Италия, за да търси певци. През 1823 г. се завръща на успешно на сцената с Le Muletier. Следващата му опера – Lasthénie, се радва на умерен успех. Херолд си сътрудничи с Даниел Обер за творбата Vendôme en Espagne (1823), която се възползва от интереса към Испания след победата на Франция в битката при Трокадеро.
През 1824 г. Опера Комик му възлага да напише Le Roi René. През 1825 г. композира Le Lapin blanc, която не се разва на успех.
Следващата опера Marie (1826) се разва на голям успех, но задълженията му в Театр Италиен не позволяват на композитора да се възползва от успеха си. На 3 ноември 1828 е удостоен с орден на Почетния легион. Следващите две опери L'Illusion (1829) и Emmeline (1830) са посрещнати със смесени чувства.
На 3 май 1831 е премиерата на една от най-известните му творби – операта Zampa. Операта се радва на успех във Франция и Германия и остава част от репертоара и до днес. След това работи в сътрудничество с няколко композитора, вкл. Боалдьо и Обер, върху La Marquise de Brinvilliers.
През 1832 г. композира La Médecine sans médecin и Le Pré aux Clercs. Последната творба е една от най-известните на копозитора и в следващите 40 години се изпълвява над 1000 пъти. Месец след премиерата ѝ, Херолд умира от туберкулоза. Последната творба на композитора – Ludovic, е завършена от Фроментал Халеви.
Херолд е погребан в Пер Лашез в Париж. Улицата на родната му къща е носи неговото име от 1881 г.

## Опери
- 1815, La Gioventù di Enrico quinto.
- 1816, Charles de France ou Amour et gloire (в сътрудничество с Боалдьо).
- 1816 – 1817, Corinne au capitole.
- 1817, Les Rosières.
- 1817, La Clochette ou Le diable page.
- 1818, Le Premier venu ou Six lieues de chemin.
- 1819, Les Troqueurs.
- 1819, L'Amour platonique.
- 1820, L'Auteur mort et vivant.
- 1823, Le Muletier.
- 1823, Vendôme en Espagne (with Auber).
- 1825, Le Lapin blanc.
- 1826, Almédon ou le monde renversé renamed Marie.
- 1829, L'Illusion.
- 1829, Emmeline.
- 1830, L'Auberge d'Auray.
- 1831, Zampa ou La Fiancée de marbre.
- 1831, La Marquise de Brinvilliers
- 1832, La Médecine sans médecin.
- 1832, Le Pré aux clercs.
- 1833, Ludovic (completed by Halévy).
- Unknown, Les Florentines.

## Балети
- 1827, Astolphe et Joconde ou Les coureurs d'aventures.
- 1827, La somnambule ou L'arrivée d'un nouveau seigneur.
- 1828, Зле опазеното момиче.
- 1828, Lydie.
- 1829, La Belle au bois dormant.
- 1830, La Noce de village.

## Други важни творби
- 1811 – 13, 4 концерта за пиано: No. 1 в E major, No. 2 in E-flat major, No. 3 in A major, No. 4 in E minor
- 1812, La Duchesse de la Vallière, ou Mlle de Lavallière (печели Prix de Rome)
- 1813, Symphony No. 1 in C major
- 1814, three string quartets: No. 1 in D major, No. 2 in C major, No. 3 in G minor
- 1815, Symphony No. 2 in D major